# Parti Eurasie

Drapeau du Parti Eurasie.

Le Parti Eurasie (russe : Евразия) est un parti politique russe. Il a été enregistré comme tel le 21 juin 2002 par le ministère de la Justice russe, environ un an après la création du mouvement pan-russe du même nom par Alexandre Douguine. Cela signifie que le parti peut prendre part aux processus électoraux.
Souvent considérée comme une forme de national-bolchévisme, l'idée de base des théories eurasiennes consiste en la formation d'un bloc géopolitique supposé naturel, distinct de l'Europe occidentale et correspondant aux zones anciennement sous contrôle de l'empire russe et de l'URSS. Ce bloc sera bâti sur les valeurs supposées communes à cet ensemble, en opposition aux valeurs libérales dont la démocratie et les droits de l'homme perçues par Douguine comme des instruments de l'impérialisme de l'Occident. 
Les eurasistes envisagent un éternel conflit mondial par delà les terres et les mers, et par conséquent, Douguine pense que cet affrontement impliquera et opposera potentiellement les États-Unis et la Russie. Il dit : « En principe, l'Eurasie et notre espace, la patrie (Russie), demeurent une aire de préparation d'une nouvelle révolution anti-bourgeoise et anti-américaine. » D'après son livre paru en 1997, Fondamentaux de géopolitique, « Le nouvel empire eurasiste sera construit sur le principe fondamental de l'existence d'un ennemi commun : le refus de l'atlantisme, du contrôle stratégique des États-Unis, et le refus de laisser les valeurs libérales nous dominer. L'impulsion de ce socle civilisationnel commun sera la base d'une union politique et stratégique. » Le parti a été qualifié de néofasciste par les critiques, une étiquette que Douguine rejette.
Le Parti Eurasie a été fondé par Douguine, à la veille de la visite de George W. Bush en Russie fin mai 2002. Le parti espère jouer un rôle clé dans les efforts pour résoudre le problème tchétchène, avec l'objectif rêvé pour Douguine d'établir une alliance stratégique entre la Russie et les puissances européennes et du Moyen-Orient, principalement l'Iran.

## Idéologie
Le Parti Eurasie repose sur les cinq piliers suivants :
- C'est un parti géopolitique des patriotes de la Russie, des étatistes.
- C'est un parti social, estimant que le développement du marché doit servir l'intérêt national. La primauté des intérêts supérieurs de l'État est consacrée, les ressources administratives doivent être dé-privatisées.
- C'est un parti communiste traditionaliste, fondé sur un système de valeurs bolchéviques et élaboré par la combinaison des confessions eurasiennes traditionnelles, à savoir le christianisme orthodoxe, l'islam et le bouddhisme[6]. L'Église est séparée de l'État ainsi que de la société, de la culture, de l'éducation et de l'information dans une certaine mesure, et elle est contrôlée par l'État.
- C'est un parti national. Il a vocation à représenter les nationalités dans leurs diversités : en premier lieu les Russes ; mais aussi les Tatars, Iakoutes, Touvains, Tchétchènes, Kalmouks, Ingouches, etc. qui peuvent trouver un moyen d'exprimer leur volonté politique ainsi que leurs aspirations culturelles.
- C'est un parti régional. Le redressement et le salut de la Russie viendront de la part des régions, où les gens ont préservé leurs racines communistes, les sentiments passéistes et les valeurs familiales.

### Politique étrangère
En matière de politique étrangère, le parti prône comme mesures :
- La voie de développement suivie par l'Occident est destructrice. Sa civilisation est spirituellement vide, fausse et monstrueuse. Derrière la prospérité économique, il y a une déchéance spirituelle totale.
- L'exceptionnalisme de la Russie, sa différence à la fois par rapport à l'Occident et à l'Orient, est une valeur positive. Elle doit être préservée, développée et être continuellement entretenue.
- Les États-Unis exploitaient la tristesse due aux attentats du 11 septembre, afin de renforcer leurs positions en Asie centrale, sous couvert de lutte anti-terroriste ; s'enracinant dans la zone d'influence russe, notamment dans les pays asiatiques membres de la CEI.
- Dans une dimension culturelle, sociale et politique, l'Europe est proche des États-Unis ; mais sa géopolitique, géostratégie, ses préoccupations économiques, sont au contraire proches de la Russie et de son espace eurasiatique.

### Politique intérieure
En matière de politique interne, le Parti Eurasie a l'intention de :
- Renforcer l'unité stratégique de la Russie, son homogénéité géopolitique, son autorité verticale, limiter l'influence des oligarques, soutenir l'industrie nationale et lutter contre le séparatisme, l'extrémisme, le localisme.
- Promouvoir le fédéralisme eurasiste en conférant le statut de sujets politiques à des entités ethno-culturelles et d'en appliquer les principes du "droit des peuples à disposer d'eux-mêmes".
- Promouvoir l'économie eurasienne en encourageant l'autarcie des grands espaces, le nationalisme économique et la subordination des marchés pour les préoccupations économiques d'ordre national.